# 무한지대 큐
무한지대 큐는 2004년 11월 2일부터 2010년 5월 6일까지 방송된 시사교양 프로그램이다.

## 기획 의도
우리의 삶 주변에서 일어나고 있는 작지만 흥미롭고 다양한 현상들을 기동력 있는 VJ들의 취재를 통해 시청자들에게 발빠르게 제공하는 시사교양 프로그램이다.

## 진행자

### 남자
- 신영일 (2004년 11월 2일 ~ 2007년 11월 1일)
- 이광기 (2004년 11월 2일 ~ 2007년 4월 5일)
- 조우종 (2007년 11월 5일 ~ 2010년 5월 6일)

### 여자
- 강수정 (2004년 11월 2일 ~ 2006년 11월 16일)
- 고민정 (2006년 11월 20일 ~ 2009년 7월 30일)
- 박은영 (2009년 8월 3일 ~ 2009년 10월 15일)
- 오정연 (2009년 10월 20일 ~ 2010년 5월 6일)